# Fazio (cognome)
Fazio è un cognome di lingua italiana.

## Varianti
De Faccio, De Fazi, De Fazio, De Zinis, Defazio, Di Fazio, Facci, Faccin (che da il cognome all'economo Giacomo Faccin), Faccinato, Faccini, Faccio, Faccioli, Faccioni, Facciotti, Facella, Facelli, Facio, Facioli, Facta, Fadini, Fassati, Fassi, Fassio, Fatta, Fatti, Fattini, Fazi, Fazia, Fazii, Fazioli, Fazj, Fazzari, Fazzi, Fazzin, Fazzina, Fazzini, Fazzino, Fazzio, Fazzioli, Fazzuoli, Fazzutti, Zin, Zinà, Zinara, Zinati, Zinato, Zinelli, Zinello, Zini, Zino.

## Origine e diffusione
Il cognome è tipicamente meridionale.
Potrebbe derivare da un'aferesi di Bonifacio. Potrebbe anche essere collegato al verbo latino facere, "fare": questo lo renderebbe affine al cognome Fattori.
Le varianti De Fazio e Di Fazio sono meridionali; Fassio è del nord-ovest; Faccio è tipico delle Venezie; De Faccio e Facelli compaiono in Veneto; Fazzutti è friulano; Fazioli è svizzero e settentrionale; Facta, Fatti e Fattini sono liguri e piemontesi; Fadini compare al centro-nord.

## Persone
- Enrico Fazio (1956) – contrabbassista e compositore italiano
- Fabio Fazio (1964) – conduttore televisivo italiano
- Ferruccio Fazio (1944) – professore universitario, medico e politico italiano